# Machimus caudiculatus
Machimus caudiculatus là một loài ruồi trong họ Asilidae. Machimus caudiculatus được Speiser miêu tả năm 1910. Loài này phân bố ở vùng nhiệt đới châu Phi.